# أحمد أنيس
اللواء/ أحمد أنيس وزير الإعلام بحكومة الجنزوري (2011-2012).
وتولى رئيس مجلس الإدارة للشركة المصرية لمدينة الإنتاج الإعلامي بعد إقالته من منصب وزير الإعلام.

## المناصب التي تقلدها
وزيراً للإعلام من ديسمبر 2011 وحتى أغسطس 2012.

## وزارته
نظّم عشرات من العاملين في قناة النيل للأخبار وقفة احتجاجية أمام مكتبه يوم 22 يناير اعتراضًا على قراراته بخصوص تغطية وقائع 25 يناير 2012، والتي طالب خلالها التركيز فقط على ميدان العباسية التي اعتاد أنصار مبارك التظاهر فيه، وتجاهل ميدان التحرير. واجتمع الوزير يومها مع « علي الجهيني » - مخرج الفيلم الوثائقي « اسمي ميدان التحرير » - لمدة ساعة ونصف أكد فيها الوزير أنه لا يملك منع الفيلم من العرض، وبالفعل أصدر قرارًا تحت الضغوط بعرض الفيلم، وذلك بعد أن قام العاملون بالقناة بعرض النشرات الإخبارية بشكل موجز مهددين بقطعها.